# Murallas de San Juan de Aznalfarache

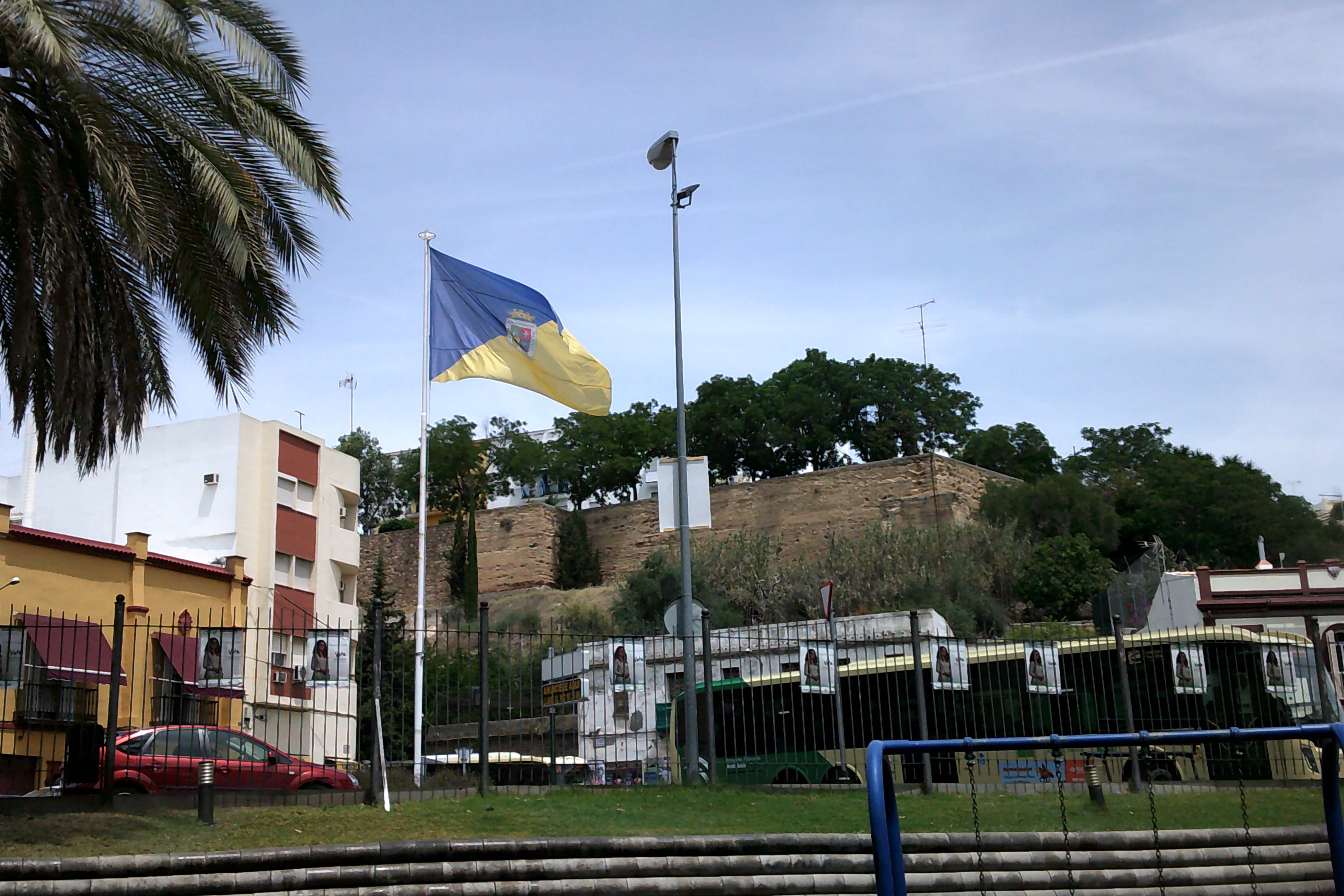

Las murallas de San Juan de Aznalfarache, en la provincia de Sevilla (España), conocidas simplemente como Murallas de San Juan, forman parte de un recinto fortificado construido entre los años 1196 y 1197 en un cerro de Hisn Al-Faray (que significa Castillo del Miradero, por su excelente perspectiva de Sevilla). Fue mandada a construir por el califa Yaqub Al-Mansur, desde su corte en Marrakech en la época almohade. La fortaleza pasó a convertirse también en residencia del poeta Al-Mutamid. Hoy rodean buena parte de la barriada del Monumento de San Juan de Aznalfarache, llamada así por el Monumento del Sagrado Corazón que se encuentra, precisamente, junto a la antigua muralla. La muralla fue construida en parte con el precedente de una muralla romana. La fortaleza romana, llamada fortaleza de Iulia Constantia pero conocida por el nombre prerromano de Osset, fue reutilizada por los visigodos y en ella tuvo lugar un asedio de casi un año en la lucha del príncipe católico Hermenegildo contra su padre, el rey arriano Leovigildo.
Fernando III ordenó a Pelayo Pérez Correa  tomar esta fortaleza y la usó como cuartel general en la Reconquista de Sevilla en 1248. Tras la conquista la fortaleza de Hisn Al-Faray fue entregada a la Orden de Malta (Orden de San Juan de Jerusalén) el 25 de febrero de 1248 y la donación se confirmó a finales de 1253. La Cruz de Malta aparece en el escudo de San Juan de Aznalfarache, así como la figura de un castillo.